# Norma matricial
En matemàtiques, una norma matricial és una norma sobre l'espai vectorial de matrius reals o complexes. A més dels tres axiomes normatius de definibilitat, homogeneïtat absoluta i subadditivitat, les normes matricials de vegades requereixen la submultiplicativitat com a quarta propietat definidora. Les normes de matriu submultiplicativa tenen algunes propietats útils, per exemple, el radi espectral d'una matriu quadrada, és a dir, la magnitud del valor propi més gran, mai no és més gran que la seva norma matricial. Hi ha diverses maneres de definir les normes matricials, inclosa l'ús directament d'una norma vectorial, com a norma d'operador, o l'ús dels valors singulars de la matriu. Les normes matricials s'utilitzen particularment en àlgebra lineal i matemàtiques numèriques.

## Conceptes bàsics

### Definició
És {\displaystyle {\mathbb {K} }} el camp dels nombres reals o complexos, així amb {\displaystyle {\mathbb {K} }^{m\times n}} el conjunt de reals o complexos ( m × n )- denota matrius, que forma un espai vectorial amb la suma de matrius i la multiplicació escalar. Una norma matricial {\displaystyle \|\cdot \|} ara és una norma sobre l'espai matricial, és a dir, un mapeig
{\displaystyle \|\cdot \|\colon {\mathbb {K} }^{m\times n}\to \mathbb {R} _{0}^{+},\;A\mapsto \|A\|},
que assigna un nombre real no negatiu a una matriu i que per a totes les matrius {\displaystyle A,\,B\in {\mathbb {K} }^{m\times n}} i peix àngel {\displaystyle \alpha \in \mathbb {K} } compleix les tres propietats següents:
- {\displaystyle \|A\|=0\;\Rightarrow \;A=0} ( definida )
- {\displaystyle \|\alpha \cdot A\|=|\alpha |\,\|A\|} ( homogeneïtat absoluta )
- {\displaystyle \|A+B\|\leq \|A\|+\|B\|} ( Subadditivitat o desigualtat de triangle )

Juntament amb una norma matricial, l'espai de matrius és un espai vectorial normat {\displaystyle ({\mathbb {K} }^{m\times n},\|\cdot \|)}. Com que l'espai de matrius té una dimensió finita, aquest espai normalitzat també és complet i, per tant, un espai de Banach.

### Submultiplicativitat
En alguns casos, la quarta propietat definidora és que una norma matricial és submultiplicativa, és a dir, per a dues matrius. {\displaystyle A\in {\mathbb {K} }^{m\times n}} i {\displaystyle B\in {\mathbb {K} }^{n\times l}}
{\displaystyle \|A\cdot B\|\leq \|A\|\cdot \|B\|}
s'aplica. Per a les matrius no quadrades, aquesta desigualtat es compon en realitat de tres normes diferents. L'espai de matrius quadrades {\displaystyle {\mathbb {K} }^{n\times n}} és una àlgebra normada, en particular una àlgebra de Banach, amb addició de matrius i multiplicació de matrius, així com una norma matricial submultiplicativa. Però també hi ha normes matricials que no són submultiplicatives.

### Compatibilitat amb una norma vectorial
Una norma matricial {\displaystyle \|\cdot \|} significa compatible o compatible amb una norma vectorial {\displaystyle \|\cdot \|_{V}}, si per a totes les matrius {\displaystyle A\in {\mathbb {K} }^{m\times n}} i tots els vectors {\displaystyle x\in {\mathbb {K} }^{n}} la desigualtat
{\displaystyle \|A\cdot x\|_{V}\leq \|A\|\cdot \|x\|_{V}}
s'aplica. Per a les matrius no quadrades, aquesta desigualtat també es compon, en sentit estricte, de tres normes diferents. La compatibilitat sempre és important quan els vectors i les matrius apareixen junts en les estimacions. Cada norma de matriu submultiplicativa és almenys compatible amb ella mateixa com a norma vectorial, ja que tota norma de matriu per a una matriu que consta només d'una columna també és una norma vectorial.

## Normes matricials importants

### Normes matricials definides mitjançant normes vectorials
Escrivint totes les entrades d'una matriu una sota l'altra, es pot crear una matriu {\displaystyle A\in {\mathbb {K} }^{m\times n}} també com un vector corresponentment llarg {\displaystyle {\mathbb {K} }^{m\cdot n}} ser considerat. Això permet que les normes matricials es defineixin directament mitjançant normes vectorials, en particular mitjançant les normes p

### Normes de matriu definides mitjançant normes d'operadors
Una norma matricial s'anomena induïda per una norma vectorial o norma matricial natural si es deriva com a norma d'operador, si és així
{\displaystyle \|A\|=\max _{x\neq 0}{\frac {\|Ax\|}{\|x\|}}=\max _{\|x\|=1}\|Ax\|}

Il·lustració de la norma de suma de línies d'a (2 × 2) matriu

s'aplica. Clarament, una norma matricial definida d'aquesta manera correspon al major factor d'estirament possible després d'aplicar la matriu a un vector. Com a normes d'operadors, aquestes normes de matriu són sempre submultiplicatives i compatibles amb la norma vectorial de la qual es van derivar. Les normes d'operador són en realitat la més petita de totes les normes de matriu que són compatibles amb una norma vectorial.